# Omloop van het Houtland 1980
L'Omloop van het Houtland 1980, trentaseiesima edizione della corsa, si svolse il 2 ottobre 1980 su un percorso con partenza e arrivo a Lichtervelde. Fu vinto dal belga Walter Planckaert della Vermeer-Thijs-Mini-Flat davanti ai suoi connazionali Yvan Lamote e Ronny Vanmarcke.

## Ordine d'arrivo (Top 10)
| Pos. | Corridore          | Squadra                           | Tempo |
| ---- | ------------------ | --------------------------------- | ----- |
| 1    | Walter Planckaert  | Vermeer-Thijs-Mini-Flat           |       |
| 2    | Yvan Lamote        | Eurobouw-Cambio-Rino-Rossin       |       |
| 3    | Ronny Vanmarcke    | Keukens Mauri                     |       |
| 4    | Patrick Verstraete | Fangio-Campagnolo                 |       |
| 5    | Alain Desaever     | Splendor-Admiral                  |       |
| 6    | Dirk Vermeersch    | Eurobouw-Cambio Rino              |       |
| 7    | Walter Schoonjans  | Mini Flat-Vermeer-Thijs-Galli     |       |
| 8    | Alain De Roo       | San Giacomo-Benotto               |       |
| 9    | Eddy Furnière      | Solahart-Hercka                   |       |
| 10   | Pol Verschuere     | IJsboerke-Warncke Eis-Koga Miyata |       |